# T.I. vs. T.I.P.
T.I. vs. T.I.P. je páté studiové album amerického rappera T.I. Bylo nahráno u Atlantic Records a vydáno 3. července 2007. Bylo nominováno na cenu Grammy v kategorii nejlepší rapové album.

## O Albu
Jedná se o konceptuální album, které představuje dvě tváře T.I. První je úspěšný podnikatel v hudebním průmyslu (T.I.P.) a druhou rapper pocházející z ghetta (T.I.). Prvních sedm skladeb je podáno z pohledu persony T.I.P., dalších sedm z pohledu persony T.I., zbylé čtyři jsou konfrontací obou person. Jde o velmi osobní pohled.

## Singly
Jako promo singl byla vydána píseň "Touchdown" (ft. Eminem).
Prvním oficiálním singlem byla píseň "Big Things Poppin' (Do It)". Ten se umístil na 9. příčce žebříčku Billboard Hot 100 a od americké asociace RIAA obdržel platinovou certifikaci.
Druhým singlem byla píseň "You Know What It Is", ten se umístil na 34. příčce US žebříčku.
Třetím a posledním singlem byla skladba "Hurt" (ft. Alfamega a Busta Rhymes). Ten se v hitparádě neumístil.

## Po vydání
Debutovalo na první příčce žebříčku Billboard 200 s 468 000 prodanými kusy v první týden prodeje v USA. Stejně tak obsadilo nejvyšší příčky žebříčků Top R&B/Hip-Hop Albums a Rap Albums. Také debutovalo na 7. příčce v Kanadě. Celkem se v USA prodalo 1,5 milionu kusů a album bylo oceněno certifikací platinová deska. V Kanadě získalo ocenění zlatá deska za prodej přes 40 000 kusů.

## Seznam skladeb
| Pořadí | Název                                       | Hudba                                     | Délka |
| ------ | ------------------------------------------- | ----------------------------------------- | ----- |
| 1.     | Act I: T.I.P.                               | T.I., Caviar, OZ                          | 2:22  |
| 2.     | Big Shit Poppin' (Do It)                    | Mannie Fresh                              | 4:51  |
| 3.     | Raw                                         | Lil' C                                    | 3:51  |
| 4.     | You Know What It Is (ft. Wyclef Jean)       | Wyclef Jean, All Hands On Deck, Lil Wonda | 4:48  |
| 5.     | Da Dopeman                                  | Mannie Fresh                              | 5:09  |
| 6.     | Watch What You Say To Me (ft. Jay-Z)        | Khao, Bao Quoc Pham, Steve Holdren        | 4:45  |
| 7.     | Hurt (ft. Alfamega & Busta Rhymes)          | Danja                                     | 4:50  |
| 8.     | Act II: T.I.                                | T.I., Caviar, OZ                          | 1:46  |
| 9.     | Help Is Coming                              | Just Blaze                                | 4:25  |
| 10.    | My Swag (ft. Wyclef Jean)                   | Wyclef Jean, All Hands On Deck, Lil Wonda | 4:34  |
| 11.    | We Do This                                  | The Runners                               | 3:33  |
| 12.    | Show It To Me (ft. Nelly)                   | Tony Galvin                               | 3:18  |
| 13.    | Don't You Wanna Be High                     | The Runners                               | 3:59  |
| 14.    | Touchdown (ft. Eminem)                      | Eminem, Jeff Bass                         | 4:42  |
| 15.    | Act III: T.I. vs. T.I.P.: The Confrontation | T.I., Caviar, OZ                          | 1:46  |
| 16.    | Tell 'Em I Said That                        | Danja                                     | 4:50  |
| 17.    | Respect This Hustle                         | Danja                                     | 4:26  |
| 18.    | My Type                                     | Keith Mack                                | 4:50  |

| Deluxe Edition bonusy | Deluxe Edition bonusy   | Deluxe Edition bonusy | Deluxe Edition bonusy |
| Pořadí                | Název                   | Hudba                 | Délka                 |
| --------------------- | ----------------------- | --------------------- | --------------------- |
| 19.                   | The Hottest             | Khao                  | 3:34                  |
| 20.                   | You Ain't Fly           | Just Blaze            | 3:47                  |
| 21.                   | Hustlin' (ft. Governor) | Mannie Fresh          | 3:21                  |